# Hector Servadacs resor i rymden
Hector Servadacs resor i rymden (franska: Hector Servadac – voyages et aventures à travers le monde solaire), är en roman från 1877 av den franske författaren Jules Verne, utgiven på svenska samma år.

## Handling
Hector Servadac och hans assistent Ben-Zouf blir plötsligt rymdresenärer när marken de står på, i deras fall Algeriets kust, slits bort från Jordens yta av en förbipasserande komet. Tillsammans med andra som också ryckts bort från Jorden bygger de upp en koloni. Där finns en rysk greve, besättningen på dennes yacht, en grupp spanjorer, en ung italiensk flicka, en judisk handelsman samt en fransk professor, som talar om var de är under resan genom rymden på en komet som han döpt till Gallia. De enda övriga mänskliga medlemmarna utanför kolonin är en grupp brittiska soldater stationerade på Gibraltar. Övertygade om att de snart kommer att bli kontaktade av England angående deras uppkomna situation vill de inte ha någonting med kolonisterna att göra. Under tiden tar de senare skydd i en vulkan på kometen, i syfte att överleva den långa resan bort från solens hetta. När kometen är på väg att fullfölja sin bana, som tagit två jordår, visar professorns beräkningar att kometen återigen kommer att komma i kontakt med Jorden.